# Body On Me
«Body On Me» (en españolː Cuerpo sobre mí) es una canción de la cantante británica Rita Ora. Cuenta con la colaboración del cantante y bailarín Norteamericano Chris Brown y Con las Voces Del También Rapero y Cantante Norteamericano Fetty Wap. La canción fue lanzada el 7 de agosto de 2015.

## Antecedentes y composición
Ora y Brown confirmaron su colaboración el 24 de julio de 2015 mediante la publicación de un fotograma de acompañamiento video musical de la canción a sus respectivas cuentas de Instagram. La pista de audio y la portada del sencillo se dieron a conocer el 6 de agosto, antes de su lanzamiento el 7 de agosto de 2015. Body On Me es una canción de R&B con un tempo de 89 latidos por minuto.

## Videoclip
Un vídeo musical para acompañar el lanzamiento de la canción fue lanzada por primera vez en Vevo el 18 de agosto de 2015 a una longitud total de cuatro minutos y treinta y nueve segundos. El video musical fue dirigido por Colin Tilley.

## Actuaciones en directo
Ora y Brown interpretaron la canción por primera vez juntos en un episodio de Jimmy Kimmel Live, el 8 de septiembre de 2015. Más tarde, Ora realizó una interpretación en solitario de la canción en Good Morning America el 16 de septiembre y en un episodio de The Ellen DeGeneres Show, que se emitió el 5 de octubre. Ora incluyó la canción como parte de un popurrí con Poison y Trapping Ain't Dead en los Premios MOBO 2015, en la que estuvo acompañado en el escenario por la Sección Boyz. El 12 de noviembre de 2015, Ora realiza el canción como parte de medley con I Will Never Let You Down en los Premios Bambi 2015.

## Posicionamiento en listas

### Semanales
| Australia         | ARIA Top 100 Singles                  | 66  |
| Bélgica (Flandes) | Ultratop 50                           | 55  |
| Escocia           | Scottish Singles Chart                | 14  |
| Estados Unidos    | Bubbling Under Hot 100 Singles        | 2   |
| Francia           | SNEP                                  | 118 |
| Irlanda           | Irish Singles Chart                   | 54  |
| Nueva Zelanda     | New Zealand Heatseekers Singles Chart | 6   |
| Reino Unido       | UK Singles Chart                      | 22  |
| República Checa   | Singles Digitál Top 100               | 65  |

### Certificaciones
| País        | Organismo certificador | Certificación | Ventas  | Ref.   |
| ----------- | ---------------------- | ------------- | ------- | ------ |
| Reino Unido | BPI                    | Plata         | 200 000 | [ 10 ] |